# Pigcawayan
Pigcawayan é um município de  primeira classe de renda municipal (d) na província Cotabato, nas Filipinas. De acordo com o censo de 1 de maio  de  2020 possui uma população de 52 744 pessoas e 13 631 domicílios.